# Sala Sporturilor „Traian”
Sala Sporturilor „Traian” este o sală multifuncțională din municipiul Râmnicu Vâlcea. Inițial, ea a avut o capacitate de 2.000 de locuri, dar după renovarea din anul 2011 are 3.126 de locuri. Ulterior, în vara anului 2020, au avut loc ample renovări asupra săli, renunțându-se la tribunele metalice suspendate, ce nu puteau fi folosite din cauza lipsei de aprobări de la ISU. Prin urmare, capacitatea sălii sporturilor a fost redusă la 2.375 de locuri. Este utilizată de echipa de handbal SCM Râmnicu Vâlcea și a fost arena în care fosta echipă CS Oltchim Râmnicu Vâlcea își disputa meciurile de acasă. Sala se află în cartierul Traian, pe Bulevardul Nicolae Bălcescu. A fost deschisă publicului în anul 1982.

## Campionatul european din 2000
Sala Sporturilor „Traian” a fost una din cele două săli de sport în care a avut loc ediția Campionatului european feminin de handbal din anul 2000, cealaltă fiind Sala Polivalentă din București. În urma acelei ediții de campionat european, Sala „Traian” a cunoscut o renovare totală, fiind transformată într-o o sală de sport modernă europeană.

## Modernizarea din 2011
Pe 18 aprilie 2010, în sezonul competițional 2009-2010, Oltchim s-a calificat în finala Ligii Campionilor la handbal feminin. Deoarece Sala Sporturilor „Traian” nu îndeplinea condițiile cerute de EHF pentru organizarea unei finale, campioana României a fost nevoită să joace meciul retur, în compania danezelor de la Viborg HK, în Sala Polivalentă din București.
În vara anului 2011, în urma lucrărilor de modernizare, capacitatea sălii „Traian” a fost mărită de la 2.000 la peste 3.126 de locuri, putând acum găzdui finale de Liga Campionilor. Lucrările au costat 1.600.000 de lei, finanțarea fiind suportată de Agenția națională pentru Tineret și Sport.